# Relaciones República Centroafricana-Rusia
Las relaciones entre la República Centroafricana y Rusia son las relaciones bilaterales entre la República Centroafricana y Rusia. Ambos países establecieron relaciones diplomáticas el 7 de diciembre de 1960. Las relaciones han sido históricamente tensas, especialmente bajo la Unión Soviética, sin embargo, los países se han convertido en aliados cercanos desde el ascenso del presidente Faustin-Archange Touadéra. 

## Historia
La República Centroafricana participó en el boicot a los Juegos Olímpicos de Verano de 1980 en Moscú.
En 2014, la República Centroafricana se unió a la mayor parte del mundo al votar a favor de la Resolución 68/262 de la Asamblea General de las Naciones Unidas, que condenaba la anexión de Crimea por la Federación de Rusia.
En marzo de 2018, Rusia acordó proporcionar ayuda militar gratuita a la República Centroafricana, enviando armas pequeñas, municiones y 175 instructores para entrenar a las Fuerzas Armadas Centroafricanas. Se cree que los asesores son miembros del Grupo Wagner. Fue el mayor despliegue militar de Rusia en África desde el final de la Guerra Fría y el colapso de la Unión Soviética. A partir de enero de 2019, la República Centroafricana está considerando albergar una base de Fuerzas Armadas rusas. El presidente centroafricano ha instalado a un exfuncionario de inteligencia ruso como su principal asesor de seguridad.
El 14 de noviembre de 2022, la República Centroafricana se puso del lado de la Federación Rusa en una votación de la Asamblea General de la ONU que pedía a Rusia que pagara reparaciones de guerra a Ucrania.
En 2023, el presidente Faustin-Archange Touadéra expresó su apoyo a la participación rusa en Ucrania.
En 2023, la República Centroafricana fue uno de los 14 países que votaron en contra del proyecto de resolución A/C.3/78/L.42 titulado “Situación de los derechos humanos en los territorios temporalmente ocupados de Ucrania, incluida la República Autónoma de Crimea y la ciudad de Sebastopol”. 
La República Centroafricana es uno de los seis países africanos que forman parte del acuerdo de libre comercio de cereales con Rusia. Los otros cinco países son Somalia y otros cuatro aliados junto con la República Centroafricana: Burkina Faso, Eritrea, Malí y Zimbabue.